# Vandenboschia kalamocarpa
Vandenboschia kalamocarpa är en hinnbräkenväxtart som först beskrevs av Bunzo Hayata, och fick sitt nu gällande namn av Ebihara. Vandenboschia kalamocarpa ingår i släktet Vandenboschia och familjen Hymenophyllaceae. Inga underarter finns listade.